# لوتشارل غيرترويدا
لوتشارل غيرترويدا (مواليد 18 يوليو 2000) هو لاعب كرة قدم هولندي يلعب في مركز المدافع في نادي فاينورد.

## روابط خارجية
- لوتشارل غيرترويدا على موقع الاتحاد الأوربي (الإنجليزية)
- لوتشارل غيرترويدا على موقع قاعدة بيانات كرة القدم.إي يو (الإنجليزية)
- لوتشارل غيرترويدا على موقع ليكيب (الفرنسية)
- لوتشارل غيرترويدا على موقع ناشيونال فوتبول تيمز (الإنجليزية)
- لوتشارل غيرترويدا على موقع Soccerbase.com (لاعب) (الإنجليزية)
- لوتشارل غيرترويدا على موقع Soccerway.com (الإنجليزية)
- لوتشارل غيرترويدا على موقع عالم كرة القدم.نت (الإنجليزية)